# Aldea Real
Aldea Real è un comune spagnolo di 378 abitanti situato nella comunità autonoma di Castiglia e León.